# Oppa, Oppa
Oppa, Oppa (em coreano:  떴다오빠) é um single digital do subgrupo da boy band sul-coreana Super Junior, Donghae & Eunhyuk. O single foi lançado online em 16 de dezembro de 2011 através da SM Entertainment. O single também foi lançado digitalmente em Taiwan em 21 de dezembro pela Avex Taiwan. Mais tarde, também foi lançado no Japão em 4 de abril de 2012 pela Avex Trax como um single físico, com versões em japonês e coreano das canções.

## Antecedentes
O single inclui duas canções, a faixa-título "Oppa, Oppa" e a balada "First Love", solo de Donghae. "Oppa, Oppa", escrita e produzida por Youngsky e Peter do grupo coreano de R&B e hip-hop One Way, é uma faixa retro-disco que apresenta um "ritmo animado e um batida em uma atmosfera de dança retrô" com letras que implicam a popularidade do seu grupo. A música também tem um conceito lírico semelhante a canção "Oops!", gravada em parceria com o grupo com f(x), do álbum A-Cha (relançamento de Mr. Simple). Também contém uma interpolação da canção "Funkytown" da banda estado-unidense Lipps Inc. "First Love" é uma balada de piano de dois minutos escrita por Donghae, que serve como um prelúdio para a faixa-título. A canção foi apresentada pela primeira vez na turnê Super Show 4 em Seul, no dia 19 de novembro de 2011. Um mês após a apresentação, a SM Entertainment anunciou que a dupla iria promover a canção em programas musicais tradicionais da Coreia do Sul.

## Vídeos musicais
O primeiro videoclipe foi lançado em 16 de dezembro, o qual apresenta a performance da canção durante o Super Show 4. Uma segunda versão foi lançada em 21 de dezembro, sendo esta editada e dirigida por Shindong, marcando a sua estreia como diretor. Neste vídeo, há aparições de Amber do f(x), Youngsky e Peter do One Way, Sungmin e do próprio Shindong.

## Lista de faixas
| N.º            | Título                   | Letras          | Música                         | Duração |  |
| 1.             | "First Love"             | Donghae         | Peter (Team Onesound), Donghae | 2:06    |  |
| 2.             | "Oppa, Oppa" (떴다 오빠) | Youngsky, Peter | Youngsky, Peter                | 3:17    |  |
| Duração total: | Duração total:           | Duração total:  | Duração total:                 | 5:20    |  |

## Versão japonesa
O single foi lançado em japonês com um videoclipe original da canção em japonês no dia 4 de abril de 2012. No dia de seu lançamento, o single chegou à segunda posição no ranking diário da Oricon, com 42.114 cópias vendidas. O single também chegou ao segundo lugar no ranking semanal da Oricon durante a semana de 2 a 8 de abril, vendendo 68.475 cópias. O single alcançou o primeiro lugar no ranking diário da Tower Records japonesa. A dupla então realizou fanmeeting, o Premium Mini Live Event, devido ao sucesso do single no Japão no 11 de abril no Shibuya-AX, em Tóquio.

### Lista de faixas
| CD             |                                              |                 |                                |         |  |
| N.º            | Título                                       | Letras          | Música                         | Duração |  |
| 1.             | "First Love"                                 | Donghae         | Peter (Team Onesound), Donghae | 2:06    |  |
| 2.             | "Oppa, Oppa" (떴다 오빠)                     | Youngsky, Peter | Youngsky,Peter                 | 3:17    |  |
| 3.             | "First Love" (Versão em coreano)             | Donghae         | Peter (Team Onesound), Donghae | 2:06    |  |
| 4.             | "Oppa, Oppa" ((떴다 오빠) Versão em coreano) | Youngsky, Peter | Youngsky, Peter                | 3:17    |  |
| Duração total: | Duração total:                               | Duração total:  | Duração total:                 | 10:40   |  |

DVD
1. Oppa, Oppa (videoclipe)
2. Oppa, Oppa (Dance version type A)
3. Oppa, Oppa (making-of)

### Desempenho nas paradas
| Parada                   | Período                | Posição | Vendas |
| ------------------------ | ---------------------- | ------- | ------ |
| Oricon (Ranking diário)  | 4 de abril de 2012     | 2       | 42,114 |
| Oricon (Ranking semanal) | 2 – 8 de abril de 2012 | 2       | 68,475 |